# フォーテスキュー・メタルズ・グループ

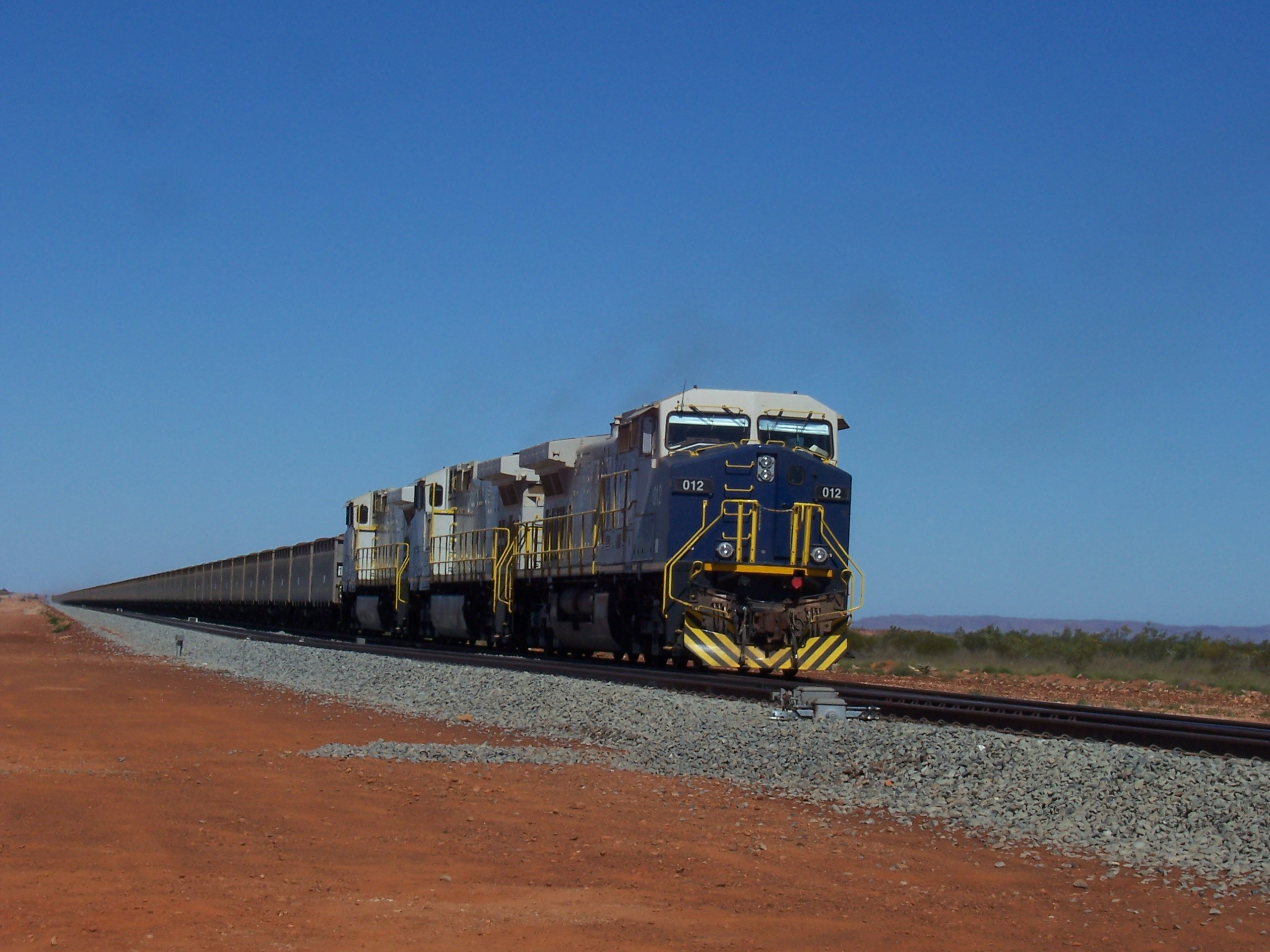
FMG の鉄鉱石列車。2008年撮影。

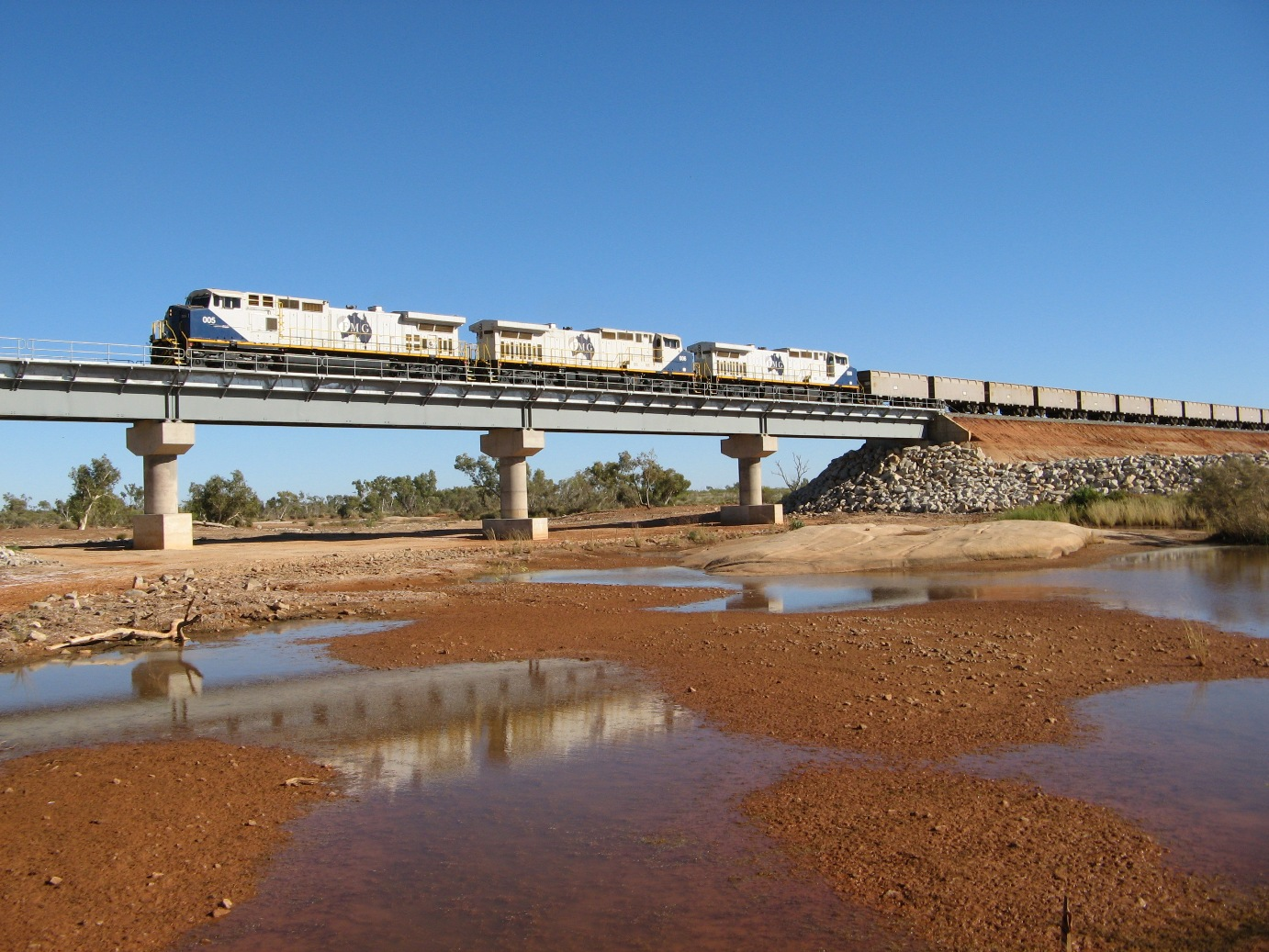
ターナー川を渡る FMG の鉄鉱石列車。2008年撮影。

フォーテスキュー・メタルズ・グループ (Fortescue Metals Group) は、オーストラリアの鉄鉱業企業。略記してFMG、また、日本語ではフォーテスキュー金属グループ（フォーテスキューきんぞくグループ）とも訳される。
フォーテスキュー社は、2011年3月時点で世界第4位の規模の鉄鉱石採掘業者であった。同社は、西オーストラリア州ピルバラ地域に、87,000 キロメートル² 以上の土地の自由保有権を保有して、州最大の土地保有者となっており、面積の上ではBHPグループやリオ・ティントよりも規模が大きい。2022年1月、F1のレーシングチーム、ウィリアムズF1のグループ会社、ウィリアムズ・アドバンスド・エンジニアリングを買収した。

## 採掘事業
フォーテスキュー社は、西オーストラリア州ピルバラ地域に、2か所のおもな採掘地域、チチェスター・ハブ (Chichester Hub) とソロモン・ハブ (Solomon Hub) をもっている。3つめとしてウェスタン・ハブ (Western Hub) が計画されているが、現段階では開発段階で本格操業には至っていない。

### チチェスター・ハブ
ピルバラ地域の核心部に位置するチチェスター・ハブは、フォーテスキュー社最大の採掘現場となっているクラウドブレイク鉱 (Cloud Break mine) や 2番手のクリスマス・クリーク鉱 (Christmas Creek mine) から成っている。この2つの鉄鉱床では、年間に5500万トンが採掘されており、進行中の拡張計画が完了すれば、合わせて年間1億5500万トンまで採掘量は拡大する見込みである。

### クラウドブレイク
フォーテスキュー社最大の採掘現場であるクラウドブレイク鉱では、現在、毎日11万トン以上が採掘、処理されている。クラウドブレイク鉱の鉄鉱床は水平に横たわっており、通常の垂直的に鉄鉱石が連なる鉱床で用いられる手法とは異なる、新しい採掘方法が必要とされた。表土 (overburden) の除去（剥土）には、通常の爆破、トラック、ショベルといった方法が用いられたが、鉄鉱石を切り出して集積場まで運ぶトラックに積み込む作業は、特注デザインの表面掘削機が行なっている。
クラウドブレイク鉱石処理場では、選別、破砕、砂とりの工程があり、港へと輸送すべく集積場に送る前に、産出した鉄鉱石を精製している。クラウドブレイクにある鉱石積み出し用の列車の施設は、毎時16,000トンの鉱石を2.7キロメートルの長さの列車に積み込み、積出港であるハーブ・エリオット港 (Herb Elliott Port) へと256キロメートルの距離を牽引して行けるようにできている。

### クリスマス・クリーク
クリスマス・クリーク鉱は、クラウドブレイク鉱から50キロメートルほど東にあり、2009年5月から採掘が始まった。現在は、四半期ごとに200万トン超の鉄鉱石が採掘され、処理をするためにクラウドブレイクにトラックで運ばれている。
クリスマス・クリークおける事業は拡大を続けており、2010年末には、既存のポートヘッドランドからクラウドブレイクまでの鉄道が、50キロメートル延伸されて、クラウドブレイクまで鉄鉱石を運べるようになった。
クリスマス・クリークにも、新しい鉄鉱石処理施設が建設されており、2011年3月には本格稼働の見込みとされていた。クリスマス・クリークにおける就労者数の増加に合わせ、800人が永続的に居住できる集落の建設が進められている。

### ソロモン・ハブ
フォーテスキュー社のピルバラにおける87,000平方キロメートルの保有地の中央に位置するソロモン・ハブは、フォーテスキュー社の次の主要プロジェクトとなっている。チチェスター・ハブに比べ、埋蔵量は2倍近く、剥土比は半分以下と極めて低い。フォーテスキュー社の探査チームは、既にソロモン・ハブにおいて、28億6千万トン以上の資源の位置を特定しており、探査の目標としては50億トン分が目指されている。ソロモン・ハブについての詳細な採掘可能性についての調査は、2011年の遅い時期に予定されていた。ソロモン・ハブの開発は、2013年に年間採掘量を1億5500万トンにまで押し上げるとする、フォーテスキュー社の計画の一部であり、また、新たにアンケテル (Anketell) に港を築くことを含めた「3つのハブと、2つの港」戦略の一部である
。

### BCアイアン
BCアイアン (BC Iron) は、小さな鉄鉱事業者であり、ヌラギン (Nullagine) で鉄鉱床を採掘している。同社はフォーテスキュー社とともに「マイン・ゲイト (mine gate)」と称する共同事業を組み、フォーテスキュー社は、BCアイアンの鉱石を鉄道で港へ輸送する代わりに、BCアイアンの鉱床の50%を得ることになった。

## その他の事業

### ウィリアムズ・アドバンスド・エンジニアリング

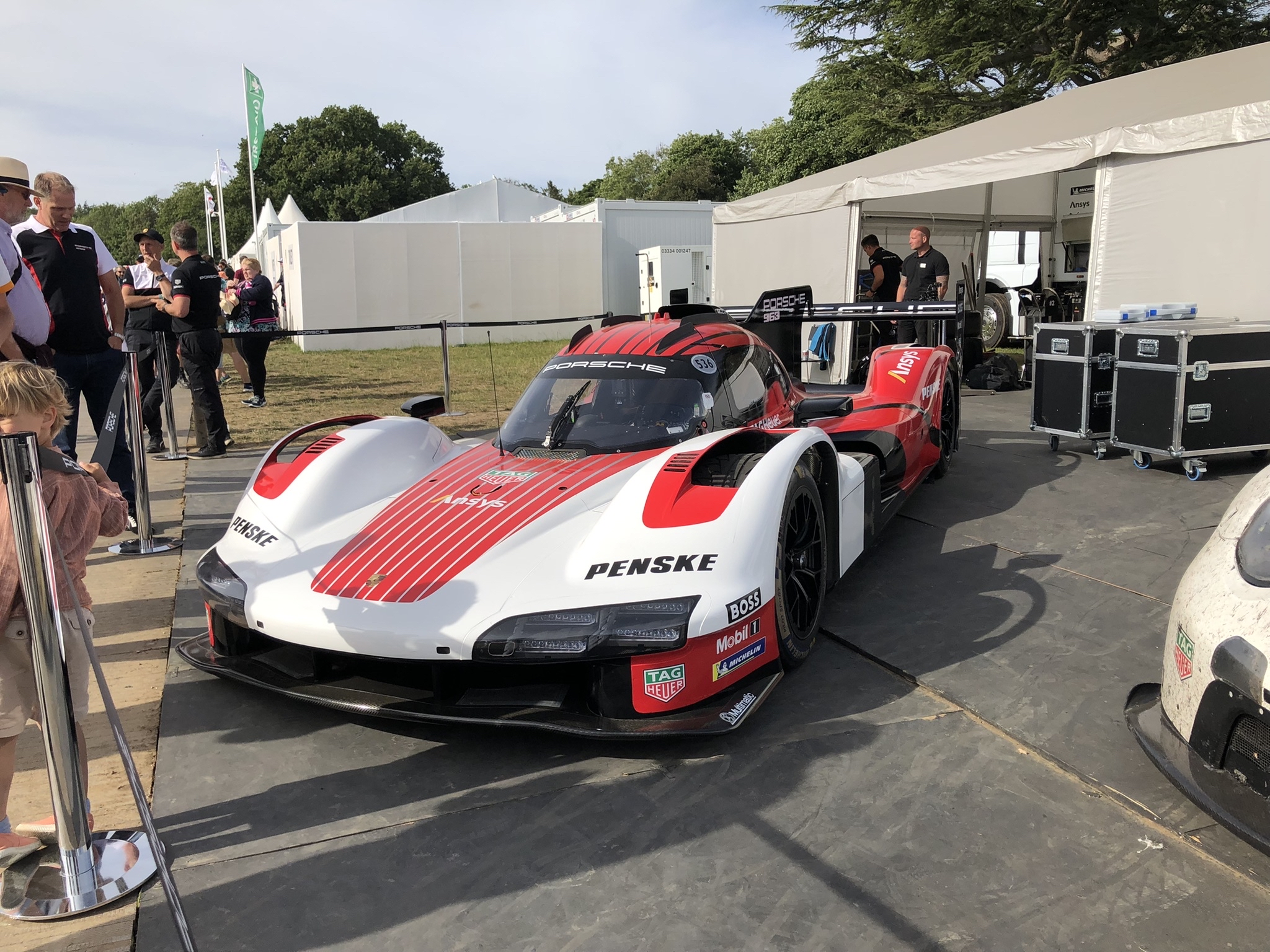
LMDhマシンでWAEのバッテリーを使用する、ポルシェ・963

2022年1月、フォーミュラ1（F1）のレーシングチーム、ウィリアムズ・グランプリ・エンジニアリングは、グループ会社、ウィリアムズ・アドバンスド・エンジニアリング（WAE）をフォーテスキュー・メタルズ・グループに株式の100％を、1億6400万ポンド（約252億円）で売却した。グループの2030年までにカーボンニュートラル目標達成を支援する子会社、フォーテスキュー・フューチャー・インダストリーズはWAEと協力し、WAEがモータースポーツで培った高性能バッテリーと電化システムでフォーテスキューの脱炭素化に取り組んでいく。
WAEは、電気自動車（EV）によるレースシリーズ、フォーミュラE（2017-18年シーズンまで、2022-23年シーズンから）、エクストリームEで使用されるバッテリーを提供している。またスポーツカーレースでは、2023年から世界耐久選手権（WEC）、IMSA ウェザーテック・スポーツカー選手権（IWSC）で、スポーツプロトタイプカーのLMDh規定に、WAEのバッテリーシステムが採用される。

## インフラストラクチャー

ピルバラ鉄鉱地域の地図：クラウドブレイク (Cloud Break) は地図右手の中段やや下にあり、地図で茶色に示されているフォーテスキュー鉄道はそこから北上してポートヘッドランドへ伸びている。

フォーテスキュー社は、鉱山だけでなく、260キロメートルに及ぶ私設鉄道（フォーテスキュー鉄道：Fortescue railway）や、ポートヘッドランドに近いポイント・アンダーソン (Point Anderson) の港湾施設（別名：ハーブ・エリオット港 (Herb Elliott port)）を建設した。フォーテスキュー鉄道は、マウント・ニューマン鉄道 (Mount Newman railway) を跨線線路橋で越え、BHPビリトン鉄道と平面交差している。この路線を通って「最初の鉄鉱石の出荷」が行なわれたのは2008年5月であり、建設の開始から3年半後のことであった。
フォーテスキュー鉄道の220両編成に及ぶ鉄鉱石列車は、世界で最も重い列車のひとつである。 標準軌（1,435 mm (4 ft 8+1⁄2 in)）の重牽引鉄道は、総重量35,200トン、最長2.5キロメートルの貨車で29,000トンの鉄鉱石を、軸荷重40トンで運搬する（以上の数字には、4,000馬力 (3.0MW) の機関車2台分が含まれていない）。フォーテスキュー鉄道は、料金を支払えば、他の鉱業事業者も利用が可能である。アトラス・エキスポート (Atlas Exports) 社は、この鉄道と港湾の商業利用協定をフォーテスキュー社と結んでいる。
フォーテスキュー鉄道は、もうひとつの鉄鉱石輸送用の鉄道であるBHPビリトン鉄道と、100キロメートル 以上にわたって並走している。当初、フォーテスキュー社は、既に存在していたBHPビリトン鉄道を利用しようと試みたが、BHP側に断られた。この一件は、係争中である。
2010年、フォーテスキュー社は、輸送を含めた生産システムの管理を、計画・経営システム SolveIT Software で行なうようになった。

## 論争

### ソロモン・ハブにおける租鉱権への反対
2008年、FMGはソロモン・ハブについて3件の租鉱権の設定を申請し、（先住民土地企業団である）インジバルンディ・アボリジニ公社 (Yindjibarndi Aboriginal Corporation (YAC)) を通して、伝統的土地使用権をもつ先住民部族との交渉に入った。交渉は頓挫し、2009年にはYACが、この3件について先住権裁判所 (National Native Title Tribunal)に3件の申請について承認に反対する訴えを起こしたが、当初は免許認可を阻む命令を勝ち取れなかった。翌2010年、YACは、オーストラリア連邦裁判所 (Federal Court of Australia) に控訴したがここでも敗訴し、西オーストラリア州政府は、2010年11月下旬にFMGに鉱業権を与えた。本件はさらに連邦裁判所大法廷に控訴されており、FMGもYACも、判決を待っている状態である。フォーテスキュー社は、向こう40年間に24億トン、2800億ドル 分の採掘を見込んでいる。
2011年8月8日、FMGとの交渉においてYACを代表している法律事務所シスター&ゴードン (Slater & Gordon) は、FMGに対して、インジバルンディのコミュニティへ何らかの補償を行なうよう求めた。2011年3月、FMGは、ピルバラ地域のソロモン・ハブにおける85億ドルを投じる計画に関連し、伝統的にインジバルンディが利用してきた土地へのアクセスをめぐって交渉している最中に、地元のインジバルンディのコミュニティを分裂させようと、分派活動を支援したとして告発された。法律事務所は、FMGは補償金額を引き上げて来ていることを認めた上で、インジバルンディたちが伝統的に利用して来た土地から採掘によってもたらされる莫大な利益に比べれば補償額は不十分なものでしかなく、また、アボリジニ以外の人々のためにも支払われるロイヤリティ（地方税）も同様に不十分だと述べている。

### 誤認を招くあるいは欺瞞的行為
2009年の連邦裁判所1審では、FMGは誤解を誘うような、誤認を招くあるいは欺瞞的行為 (Misleading or deceptive conduct) にあたる振る舞いはしていないと認定されたが、2011年の判決ではこれが覆され、FMG、およびその会長でCEOのアンドリュー・フォレストが、本件に係る契約書類を中国関係の書類とともに綴じ込んでいたとして、誤認を招く、ないし、欺瞞的行為を行い、2001年の連邦企業法 (Corporations Act 2001) に定められた継続的情報開示義務に反していたと認定した。フォーテスキュー社は、この判決を不服として控訴した。
FMGは2008年に、それ以前に表明していた姿勢を翻して、中国向けの最初の鉄鉱石を出荷した。フォーテスキュー社は、少なくとも10社の中国の製鉄事業者と、10年程度の契約を結んでいる。この鉄鉱石を最初に受け取ったのは、宝鋼集団 (Baosteel) であった。